# Francesco I Contarini

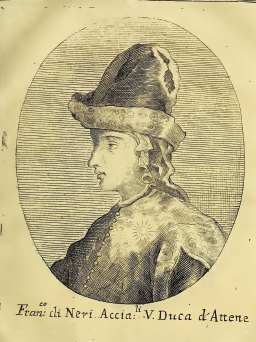
Francensco I Acciaioli

Francesco I Contarini foi Duque de Atenas. Esteve à frente dos destinos do ducado de 1451 até 1454. Seguiu-se-lhe Francesco II Acciajouli, filho de António II Acciajuoli.